# Wahlbezirk Salzburg 5
Der Wahlbezirk Salzburg 5 war ein Wahlkreis für die Wahlen zum Abgeordnetenhaus im österreichischen Kronland Salzburg. Der Wahlbezirk wurde 1907 mit der Einführung der Reichsratswahlordnung geschaffen und bestand bis zum Zusammenbruch der Habsburgermonarchie.

## Geschichte
Nachdem der Reichsrat im Herbst 1906 das allgemeine, gleiche, geheime und direkte Männerwahlrecht beschlossen hatte, wurde mit 26. Jänner 1907 die große Wahlrechtsreform durch Sanktionierung von Kaiser Franz Joseph I. gültig. Mit der neuen Reichsratswahlordnung schuf man insgesamt 516 Wahlbezirke, wobei mit Ausnahme Galiziens in jedem Wahlbezirk ein Abgeordneter im Zuge der Reichsratswahl gewählt wurde. Der Abgeordnete musste sich dabei im ersten Wahlgang oder in einer Stichwahl mit absoluter Mehrheit durchsetzen. Der Wahlkreis Salzburg 5 umfasste die Gerichtsbezirke folgende Gerichtsbezirke, wobei die von den Gerichtsbezirken ausgenommenen Gemeinden zusammen mit weiteren Gemeinden im Wahlbezirk 3 zusammengefasst wurden:
- Neumarkt (ohne Neumarkt, Straßwalchen, Seekirchen)
- Sankt Gilgen
- Hallein (ohne Hallein)
- Thalgau
- Golling (ohne Golling, Kuchl)
- Abtenau (ohne Abtenau)

Aus der Reichsratswahl 1907 ging Paul Krennwallner (Christlichsoziale Partei) als Sieger hervor, wobei er sich mit 69 Prozent klar gegen seine Gegenkandidaten von den Sozialdemokraten bzw. der Deutsch-Konservativen Volkspartei durchsetzen konnte. Mit fast 73 Prozent konnte er sein Mandat schließlich auch bei der Reichsratswahl 1911 deutlich verteidigen. Zweitstärkste Partei im Wahlkreis war jeweils die Deutsch-Konservative Volkspartei bzw. deren Nachfolgepartei der Deutschfreiheitlich Volksbund, dahinter folgten die Sozialdemokraten. Krennwallner verstarb 1914, wobei auf Grund des Ersten Weltkriegs keine Ersatzwahl gab und das Mandat daher in der Folge unbesetzt blieb.

## Wahlen

### Reichsratswahl 1907
Die Reichsratswahl 1907 wurde am 14. Mai 1907 durchgeführt. durchgeführt. Die Stichwahl entfiel auf Grund der absoluten Mehrheit für Franz Heilmayer im ersten Wahlgang.
| Kandidat                                                                    | Partei                             | Wahlkreisstimmen | Prozent |
| --------------------------------------------------------------------------- | ---------------------------------- | ---------------- | ------- |
| Paul Krennwallner                                                           | Christlichsoziale Partei           | 4560             | 68,7 %  |
| J. Seiwald                                                                  | Deutsch-Konservative Volkspartei   | 1451             | 21,9 %  |
| Franz Kloitschnig                                                           | Sozialdemokratische Arbeiterpartei | 562              | 8,5 %   |
|                                                                             | Sonstige                           | 65               | 1,0 %   |
| Wahlberechtigte: 7132, Ungültige/Leere Stimmen: 57, Wahlbeteiligung: 93,9 % |                                    |                  |         |

### Reichsratswahl 1911
Die Reichsratswahl 1911 wurde am 13. Juni 1911 durchgeführt. Die Stichwahl entfiel auf Grund der absoluten Mehrheit für Franz Heilmayer im ersten Wahlgang.
| Kandidat                                                                    | Partei                             | Wahlkreisstimmen | Prozent |
| --------------------------------------------------------------------------- | ---------------------------------- | ---------------- | ------- |
| Paul Krennwallner                                                           | Christlichsoziale Partei           | 4848             | 72,7 %  |
| Michael Leitner                                                             | Deutschfreiheitlicher Volksbund    | 1020             | 15,3 %  |
| Franz Kloitschnig                                                           | Sozialdemokratische Arbeiterpartei | 659              | 9,9 %   |
|                                                                             | Sonstige                           | 146              | 2,2 %   |
| Wahlberechtigte: 7425, Ungültige/Leere Stimmen: 227 Wahlbeteiligung: 92,9 % |                                    |                  |         |